# Château de Lancosme
Le château de Lancosme est situé au nord de la forêt de Lancosme, sur la commune de Vendœuvres dans l'Indre, à l'ouest de Châteauroux. C'est une des plus importantes propriétés de la Brenne. 

## Historique
Le château d'origine date du XVe siècle. Il est situé au centre d'un vaste parc bordé par la Claise. Le fief fut érigé en baronnie par lettres de février 1631 (non enregistrées) pour Antoine Savary, titre confirmé (mai 1705) avec union de La Morandière, le Gué-Rossignol, les fiefs des Roches, Montjouan, Rouablé et Saint Lactencin pour Louis-François Savary. En 1738, il s'agrandit encore du domaine de Bauché, acquis des Crevant. Louis-Alexandre Savary est alors créé marquis de Lancosme en juin 1738. Son petit-fils Louis-Alphonse Savary de Lancosme fut député de la noblesse aux États Généraux de 1789 et n'émigra pas, conservant ainsi son importante fortune. 
Il devient au milieu du XIXe siècle la propriété de la famille Crombez qui reconstruit presque entièrement l'ancien château des Savary.[réf. souhaitée]
Le nom de la société Lancôme vient de ce château, et on y trouve depuis 1995 le siège de la société Lancosme-multimédia.
Les collections du Musée Condé y ont trouvé refuge pendant la Seconde Guerre mondiale. 
Le château a hébergé, entre 1944 et 1985 une école d'agriculture.

## Description
Le château dispose de 75 pièces et de 350 m2. On y trouve une salle des fêtes de 110 m2. Le style du château est caractéristique des conceptions néo-médiévales inspirées du célèbre architecte Eugène Viollet-le-Duc.[réf. souhaitée]
Un piano ayant appartenu à Frédéric Chopin, un Broadwood, a été installé dans le château en 2012.

## Documentaire
Un film documentaire retrace une journée portes-ouvertes au château en 1945.

## De Lancosme à Lancôme
Le nom du château a inspiré à Armand Petitjean le nom de la marque de parfum Lancôme, dans un mélange de terminologie avec la place Vendôme.